# Norwalk (Kalifornien)
Norwalk ist eine Stadt im Los Angeles County im US-Bundesstaat Kalifornien der Vereinigten Staaten. Das U.S. Census Bureau hat bei der Volkszählung 2020 eine Einwohnerzahl von 102.773 ermittelt. Sie liegt etwa 25 Kilometer südöstlich von Los Angeles und gehört zur Greater Los Angeles Area.

## Geschichte

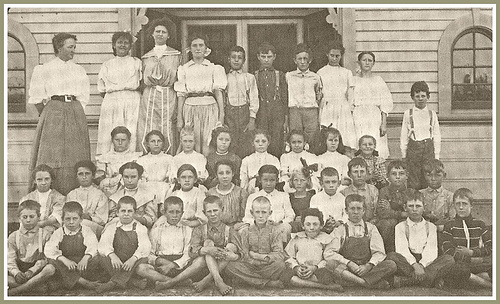
Ein Schülerfoto der Norwalk Grammar School (um 1895)

Erste Bewohner der Gegend von Norwalk waren Schoschonen. Während der spanischen Kolonialherrschaft erhielt der mexikanische Soldat Manuel Nieto für seine Rinderzucht 1784 rund 680 km² Land geschenkt (spanisch Rancho), auf dem auch das heutige Norwalk liegt.
Nach dem Ende des Mexikanisch-Amerikanischen Krieges 1848 wurde das Land aufgeteilt und zum Verkauf gestellt, als Kalifornien in die Vereinigten Staaten aufgenommen wurde. Die Brüder Sproul aus Oregon erwarben 1869 im Corazon de los Valles 463 Acre (1,87 km²) zu einem Preis von 11 US-Dollar je acre (nach heutiger Kaufkraft etwa 65.000 US-Dollar/km²).
Für den Bau einer Eisenbahnlinie 1873 stellten die Sprouls einen Teil ihres Lands zur Verfügung unter der Bedingung, dass ein Passagier-Halt eingerichtet würde. Der „North-walk“ wurde 1874 als Norwalk eingetragen.
Um die Jahrhundertwende war Norwalk ein Zentrum der Milchwirtschaft: Die meisten der 50 ortsansässigen Familien aus der Volkszählung von 1900 waren in der Landwirtschaft (Zuckerrüben) oder in der milchverarbeitenden Industrie tätig. Im frühen 20. Jahrhundert siedelten sich viele holländische Milchbauern in Norwalk an. In der zweiten Hälfte des 20. Jahrhunderts wuchs die Zahl der Hispanics.
Im Jahr 1957 erhielt Norwalk die Stadtrechte (Incorporation).

### Flugzeugabsturz
Im Februar 1958 kollidierten über Norwalk nachts zwei Militärflugzeuge, ein Douglas-C-118-Militärtransporter und ein Lockheed-P-2-Bomber der U.S. Navy. 47 Soldaten starben sowie eine 23-jährige Frau am Boden, die von herabstürzenden Wrackteilen getroffen wurde. Am Unglücksort, Firestone Boulevard Ecke Pioneer Boulevard, erinnert eine Gedenktafel an die Katastrophe.

## Verkehr
Norwalk ist Endpunkt der Green Line der Los Angeles Metro Rail. Ferner wird die Stadt auf der 91/Perris Valley Line und der Orange County Line von Vorortzügen der Metrolink Los Angeles angefahren. Drei Freeways verlaufen durch die Stadt, darunter die Interstate 105 (Kalifornien).

## Städtepartnerschaften
Partnerstädte von Norwalk sind die mexikanischen Städte Morelia im Bundesstaat Michoacán und Hermosillo im Bundesstaat Sonora.

## Söhne und Töchter der Stadt
- Ruth Asawa (1926–2013), Bildhauerin
- Dona Speir (* 1964), Schauspielerin, Playmate und Autorin
- Tiffany Darwish (* 1971), Popsängerin und Schauspielerin
- Nikki Ziering (* 1971), Model und Schauspielerin
- Rashaad Penny (* 1996), American-Football-Spieler